# Максиміліанівський обладунок

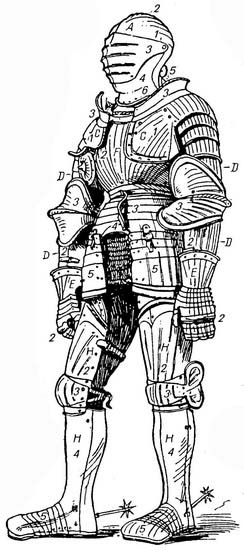
Максимільянівський обладунок із забралом «гармошкою»

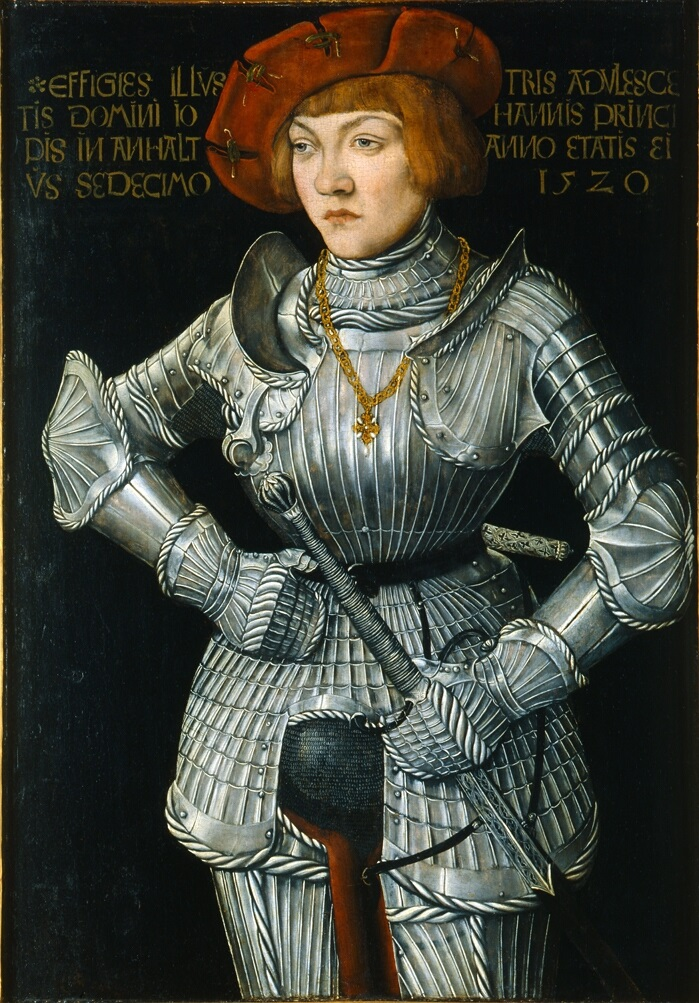
Лукас Кранах Старший. Портрет князя Йогана фон Ангальта. 1520 р.

Максиміліа́нівський обладу́нок — німецький обладунок першої третини XVI століття (або 1515—1525, якщо вважати обов'язковим характерне рифлення), названий на честь імператора Максиміліана I, а також з натяком на максимальний захист. При цьому назва «максиміліанівський» не означає те, що будь-який обладунок, який носив Максиміліан I, є таким. Використовувався українським лицарством в Литовсько-Московських війнах.

## Опис
За зовнішнім виглядом максимільянівський обладунок схожий на італійські в стилі alla tedesca (з італ. — а-ля німецький), але створений в Німеччині/Австрії за зразком італійських обладунків, що славилися своєю надійністю і захистом (замість пожертвуваної свободи рухів). Має певні зовнішні обриси, що роблять його схожим на міланський обладунок (проте має видимий вигин кіраси), також наявні особливості будови, успадковані від німецького готичного обладунку, як-от велика кількість ребер жорсткості (виготовлених шляхом гофрування), що дозволяють отримати міцнішу конструкцію за меншої ваги. При цьому обладунок, на відміну від готичного, подібно міланському, робився не з дрібних, а з великих пластин, що пов'язано з поширенням вогнепальної зброї, через що довелося жертвувати гнучкістю й свободою рухів готичного обладунку заради здатності витримати кулю. Завдяки цьому лицаря в такому обладунку з тодішньої ручної вогнепальної зброї можна було гарантовано вразити тільки стріляючи зблизька, при тому, що потрібні дуже міцні нерви, для того, щоб не вистрілити передчасно в лицаря на броньованому коні, який може затоптати й не вдаючись до зброї. Також грала роль низька точність вогнепальної зброї тих часів, і те, що стріляла вона з невеликою і, головне, практично непередбачуваною затримкою (порох на підпальній полиці загоряється й згоряє не миттєво), тому точно потрапити в уразливі місця рухомого вершника було дуже важко. Крім створення ребер жорсткості шляхом гофрування, в максимільянівських обладунках широко застосовувався ще один спосіб створення ребер жорсткості, при якому краї обладунку вигинали назовні й загортали в трубочки (на краях обладунків), яким шляхом додаткового гофрування надавали форму кручених мотузок, у результаті чого великі пластини отримували ребра жорсткості. Цікаво, що в італійських alla tedesca краї великих пластин теж вигинали назовні, але не загортали. У готичних обладунках замість вигинання країв пластини гофрувалися та могли мати наклепану позолоту як прикрасу.
Безпосереднім попередником максимільянівських обладунків є обладунки типу Schott-Sonnenberg (за Оукшотом), що мають багато ознак максимільянівських обладунків, і відрізняються відсутністю рифлення, а також низкою інших менш помітних ознак, включаючи відсутність вигнутості країв, виконаної у вигляді крученої мотузки, як у максимільянівському обладунку.

### Рукавиці
Характерною особливістю максимільянівських обладунків вважаються панцерні рукавиці, здатні витримати удар мечем по пальцях, але з поширенням колісцевих пістолетів з'явилися максимільяни з панцерними рукавичками, що дозволяли стріляти з пістолетів. При цьому панцерні рукавиці хоч і складалися з великих пластин, але все ж ці пластини були дещо меншими, ніж в міланському обладунку, а їхнє число більшим, що забезпечувало трохи вищу гнучкість за майже такої самої надійності. Крім того, захист великого пальця збігався за конструкцією захисту великого пальця в готичному обладунку й кріпився на спеціальному складному шарнірі, що забезпечував велику рухливість великого пальця.

### Сабатони
Іншою характерною особливістю є сабатони (латне взуття) «Ведмежі Лапи», які відповідали взуттю з дуже широкими носами, що широко використовувалося в той час; від цього з'явився вислів «жити на широку ногу». Пізніше після втрати популярності ці сабатони й взуття були прозвані «Качиними Лапами».

### Забрало
Однією з найпримітніших особливостей цього обладунку є забрало, що мало такі форми:
- «гармошкою» (англ. bellows-visor) — ребристе забрало з горизонтальних ребер і щілин;
- «горобиний дзьоб» (англ. sparrow beak) — класична гостроноса форма забрала, яка використовувалася протягом двох століть — у XV—XVI століттях:
  - звичайна конструкція з одинарним забралом;
  - конструкція, що з'явилася у 20-і роки XVI століття, в якій «дзьоб» ділиться на верхнє і нижнє забрало, тому можна відкинути вгору верхнє забрало («роззявити дзьоба»), збільшивши поле зору, за спущеного нижнього забрала (таке забрало зустрічалося  лише в пізніх максимільянах);
- «мавпяче обличчя» (англ. monkey-face) — форма, яка під зоровими щілинами мала випнуті грати з вертикальних прутів, схожих на радіатор;
- «гротескне» (англ. grotesque) — забрало, що є гротескною маскою у вигляді людського обличчя або морди звіра.

### Шолом
Сам шолом був рифленим й мав ребро жорсткості у вигляді невисокого гребеня. Було чотири варіанти захисту нижньої частини обличчя:
- з напідбородником, що відкидався вгору, як забрало, й часто закріплювався на тому ж шарнірі разом із забралом;
- з напідбородником, який не кріпився на шарнірі, а просто пристібався спереду;
- з двома нащічниками, які змикалися один з одним біля підборіддя, як дверцята;
- в якому нижня частина шолома складалася з лівої й правої половинок, що під час закривання змикалися одна з одною спереду й з відносно вузьким напотиличником ззаду;

З усіх перерахованих видів у Німеччині найвідомішими був варіант із відкидним напідбородником і дещо менш вживаним — форма з двома нащічниками, в той час як в Італії були популярні різновиди, в яких захист нижньої частини обличчя складалася з лівої та правої частин. Крім того, варіант із відкидним напідбородником не потребував диска, що стирчав як цвях із величезним капелюшком із потилиці, й призначеним для захисту від перерубання (ударом по потилиці) ременя, що стягував разом нижню частину шолома. Цікаво, що різновиди, в яких захист нижньої частини обличчя складався з лівої й правої частин, у XV столітті італійці частенько оснащували додатковим напідбородником на ременях.
Захист горла й шиї — горжет (панцерне намисто) мав два різновиди:
- такий, який складався з традиційних наподбородніка й напотиличника. На відміну від конструкції XV століття, наподбороднік не був закріплений жорстко на кірасі й змикався з напотиличником, утворюючи суцільний латний захист шиї, під якою знаходиться горже; тому утворювалися два рухомі конуси.
- Так званий бургундський, що забезпечує найкращу рухливість голови; гнучке горже, що складалося з панцерних кілець, здатне нахилятися в будь-яку сторону, на якому закріплений шолом характерним кріпленням у вигляді двох порожнистих кілець (у вигляді кручених мотузок), що вільно обертаються та вільно ковзають одне по одному.

### Наплічники
Збільшення пластин німецьких обладунків, яке призвело до появи максимільянів, супроводжувалося також і збільшенням розмірів наплічників, у результаті чого відпала необхідність обов'язкової наявності пари ронделів (круглих дисків для захисту пахв). У результаті цього, крім максимільянів із традиційною парою ронделів, зустрічалися й максимільяни лише з правим ронделем, що прикривав виріз у наплічнику для списового гака, що стирчав з панцира, оскільки лівий наплічник повністю прикривав пахву спереду. Що стосується максимільянів, які не мали ронделів, то немає єдиної думки, чи мали вони правий рондель (який був потім загублений) або зовсім їх не мали.

## Максиміліанівські шоломи

Арме та закрити шоломи
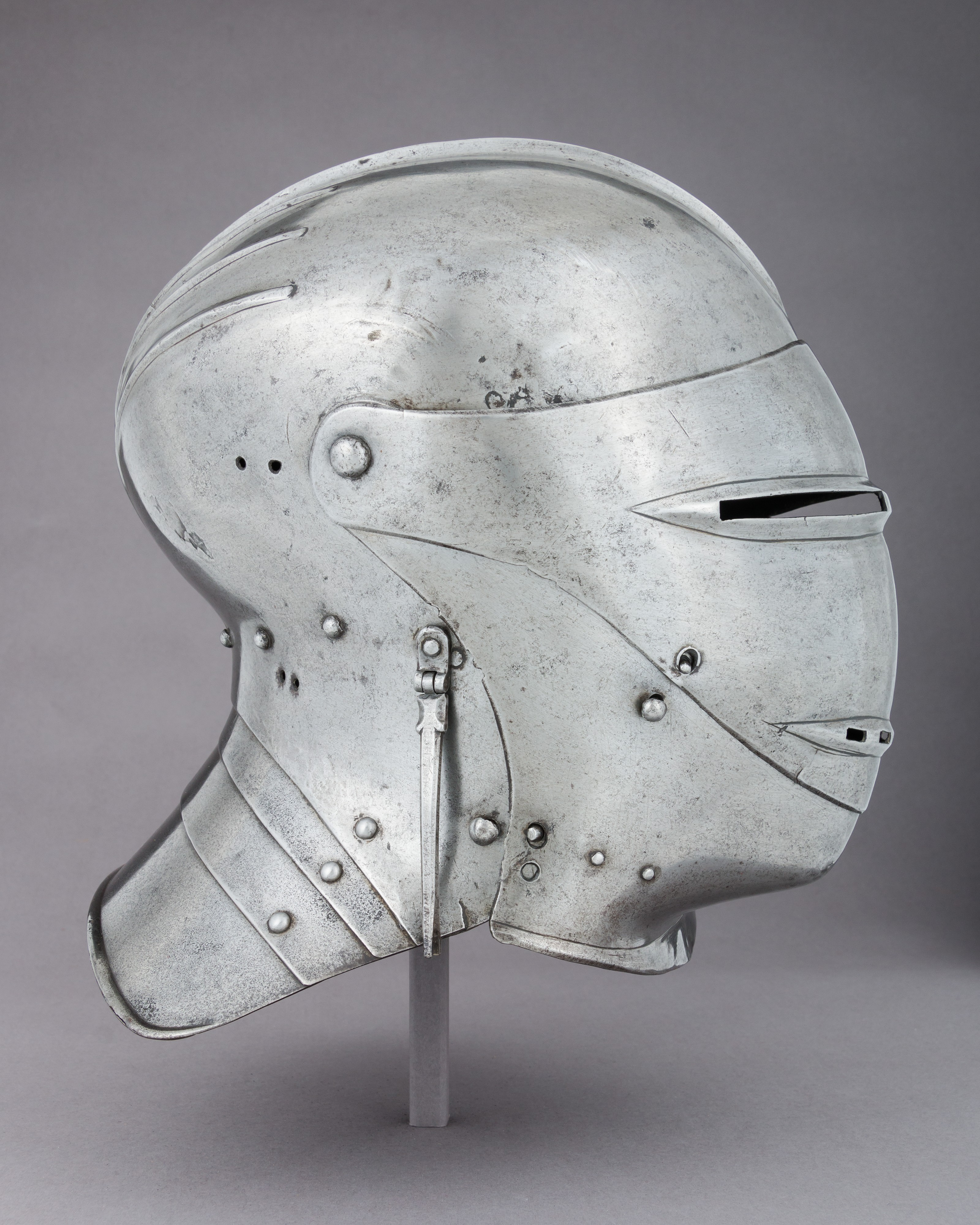
Пласке забрало
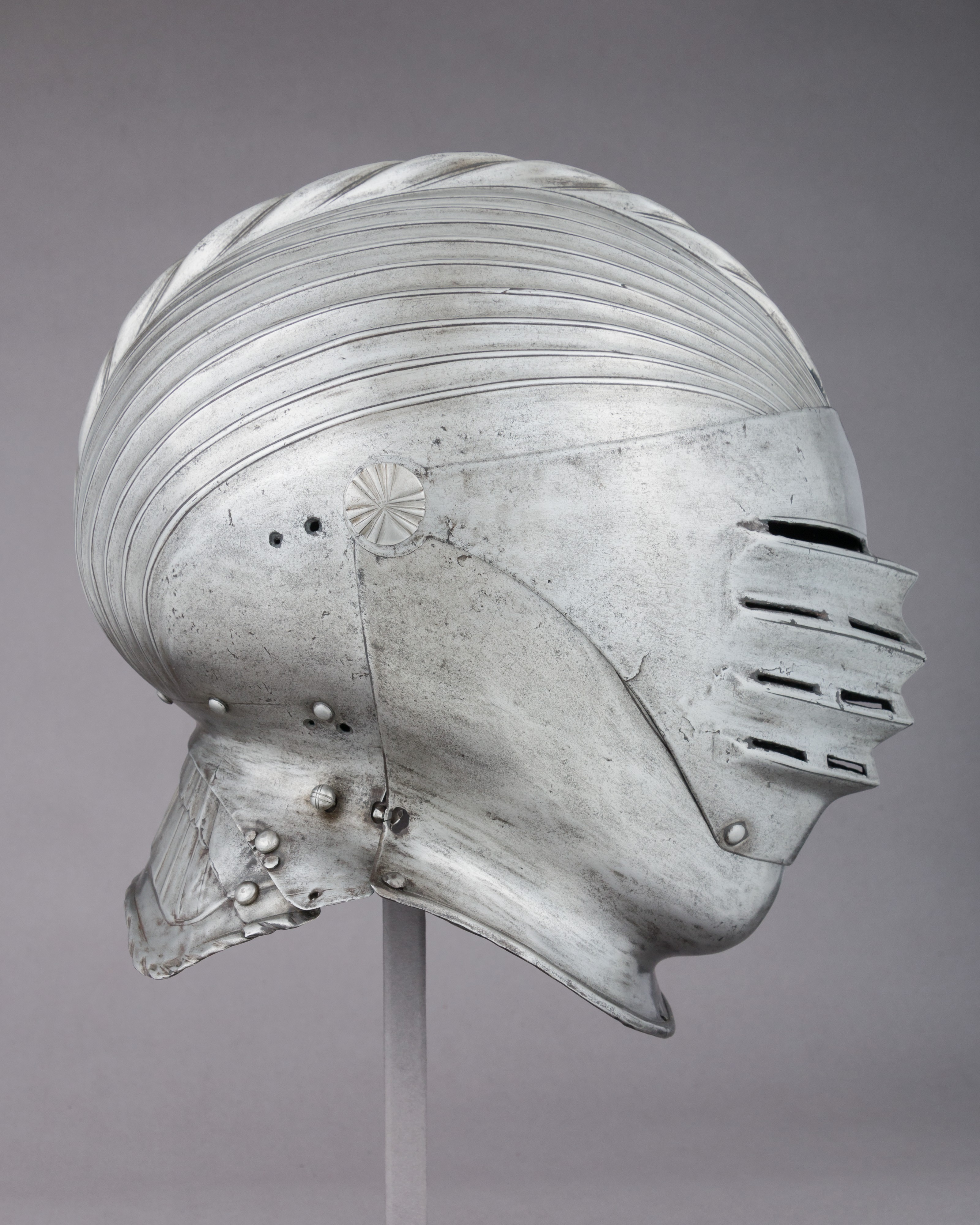
Забрало «ковальські міха»
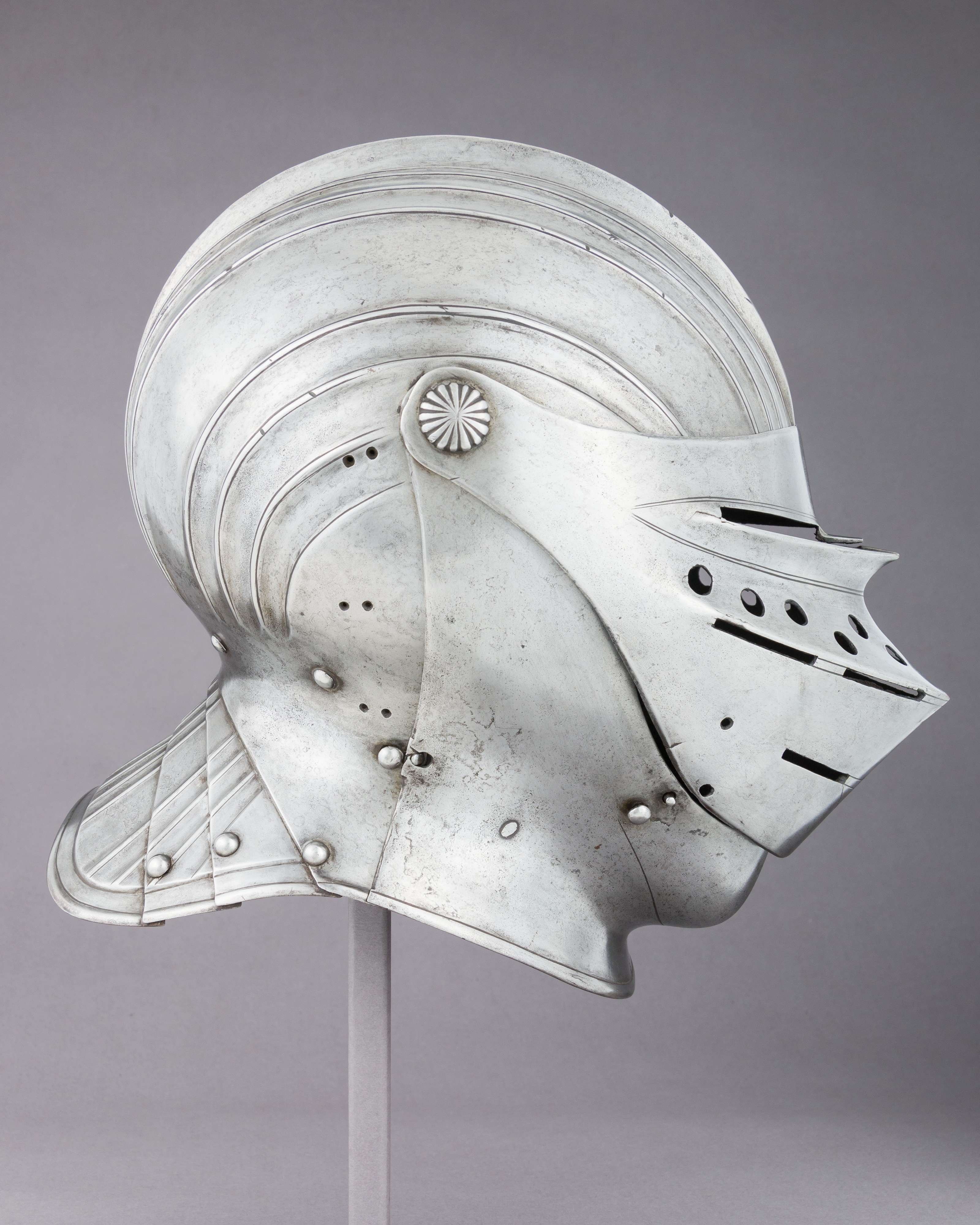
Забрало «горобиний дзьоб»
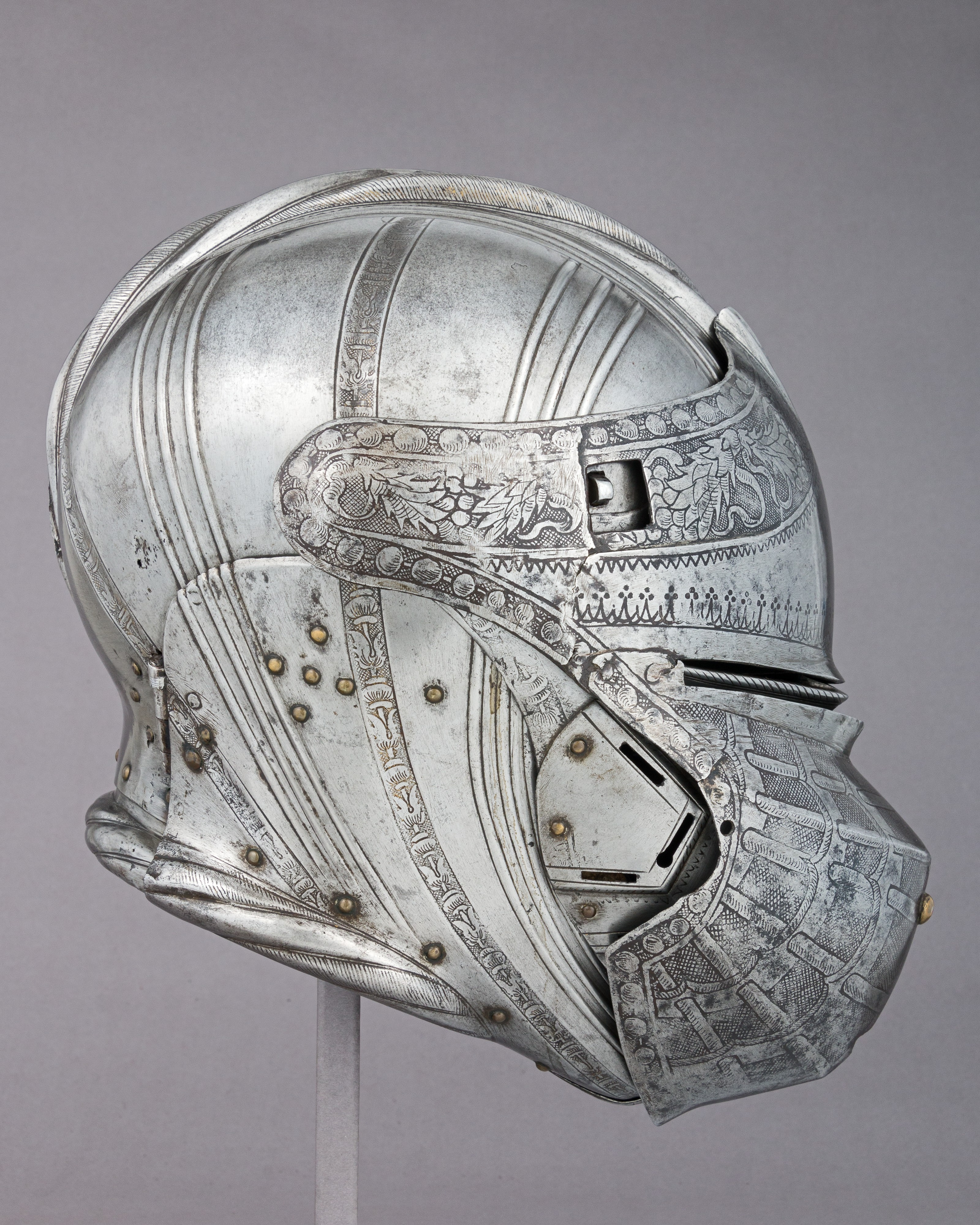
Забрало «мавпяча морда»
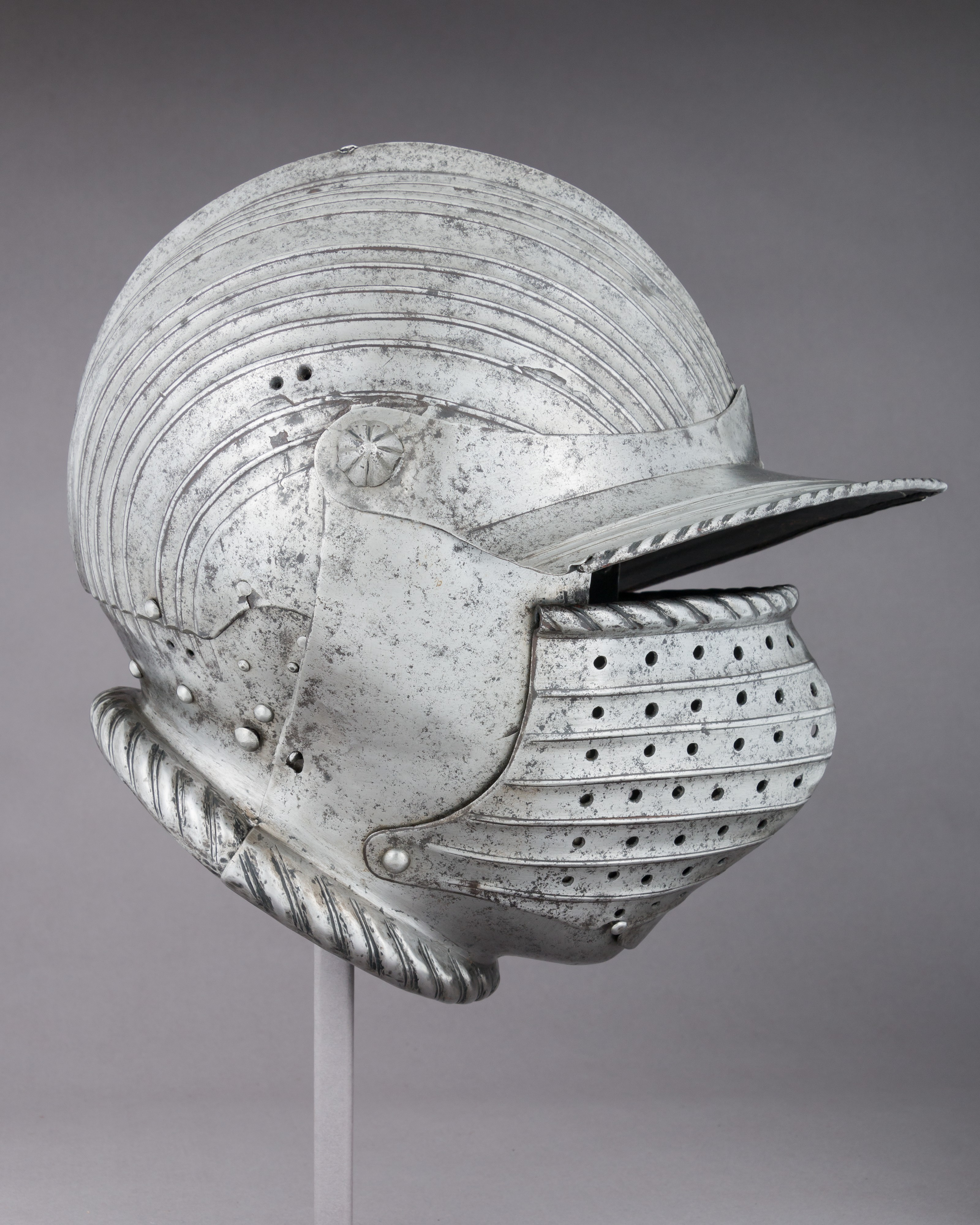
Закритий шолом у формі бургіньйота
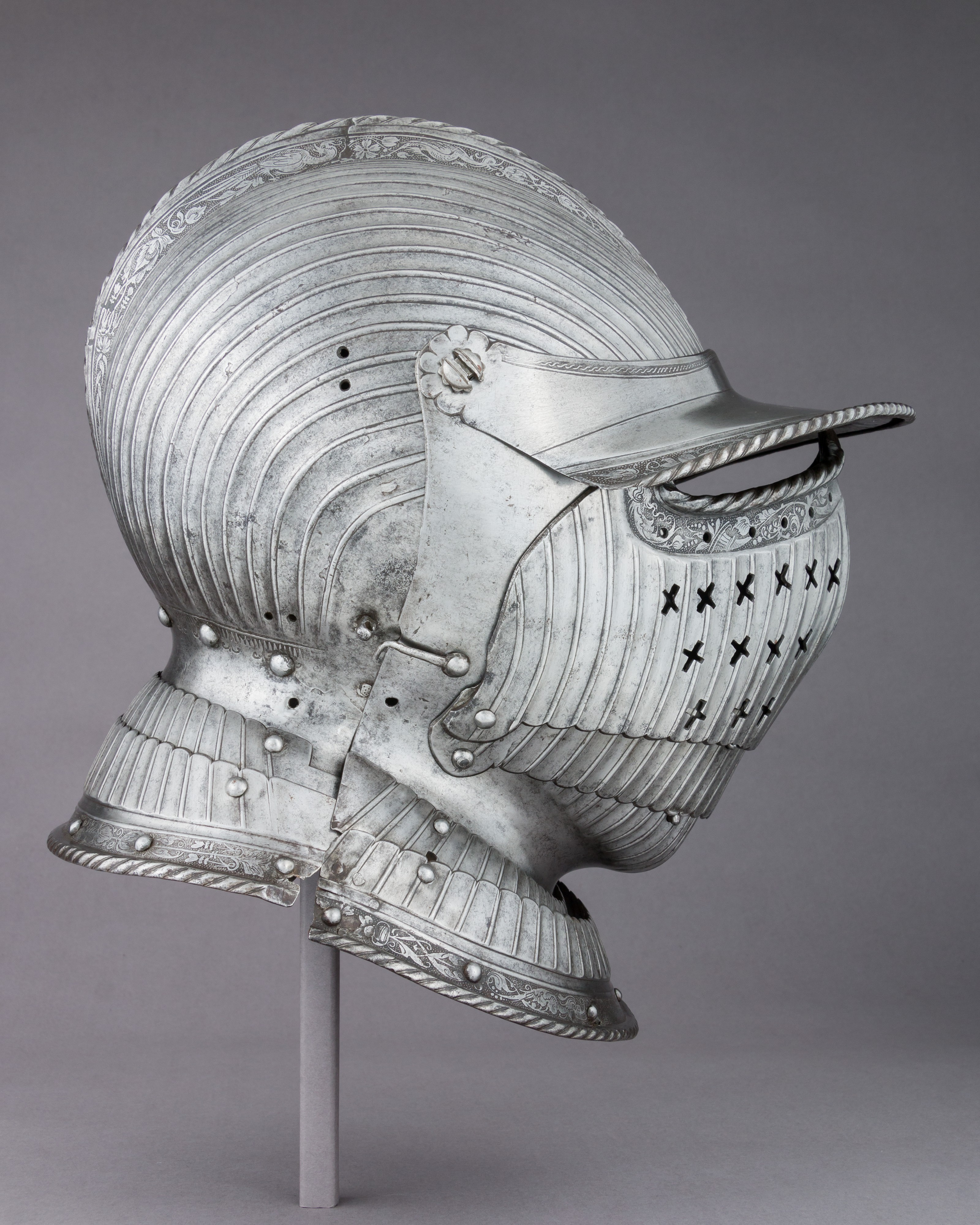
Закритий шолом у формі бургіньйота з «падаючим» забралом
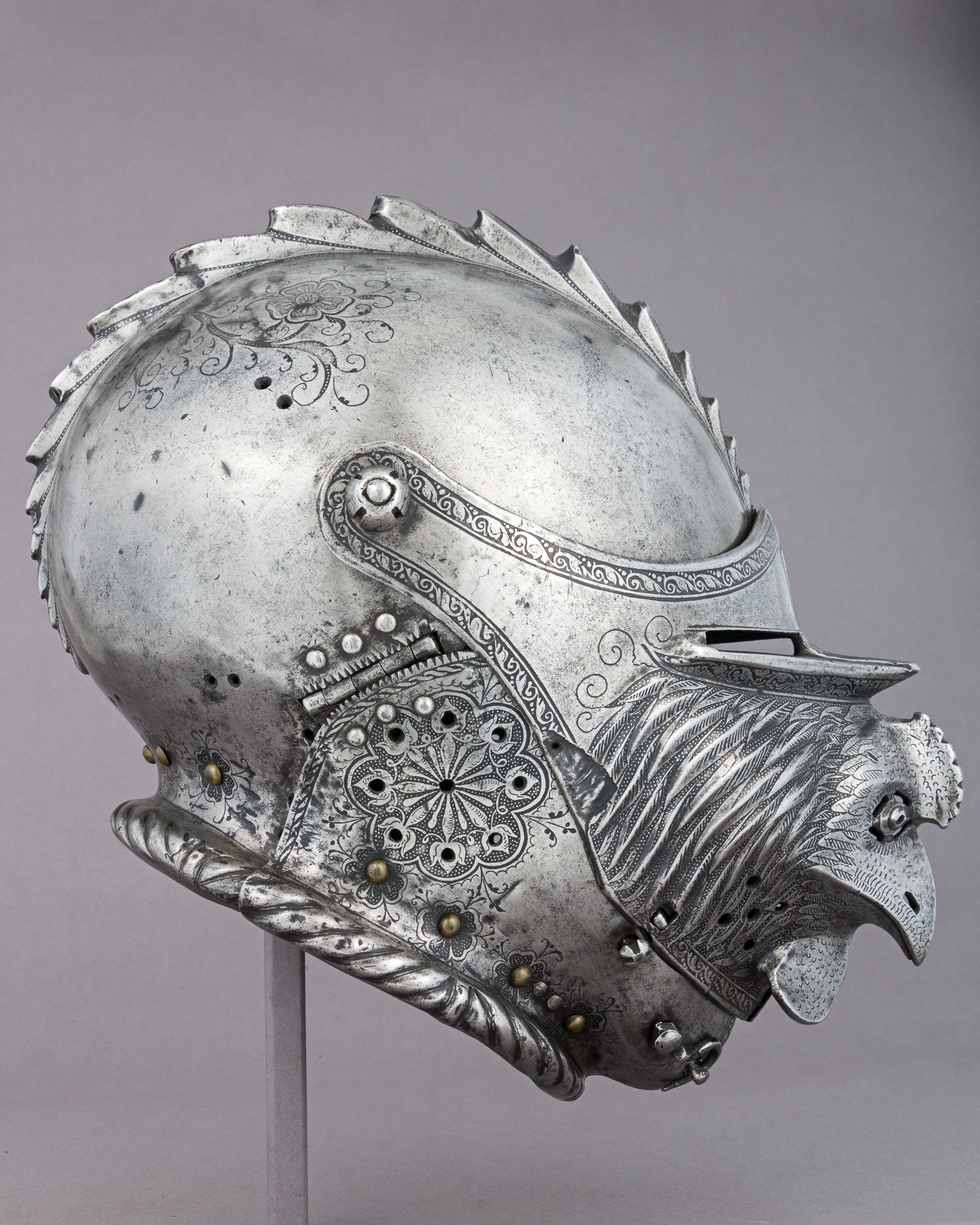
Гротескне забрало (варіант)
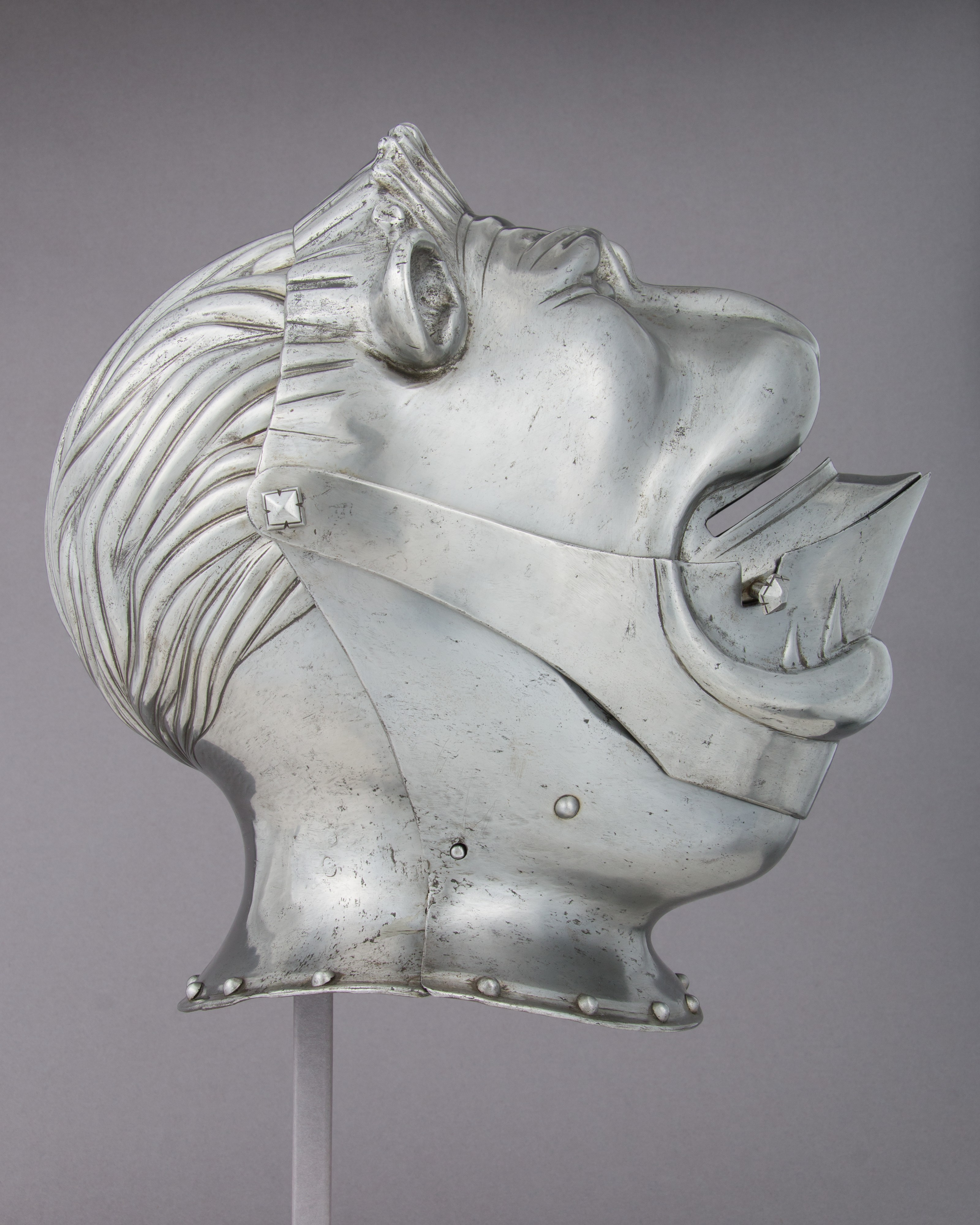
Гротескне забрало (варіант)

Салади
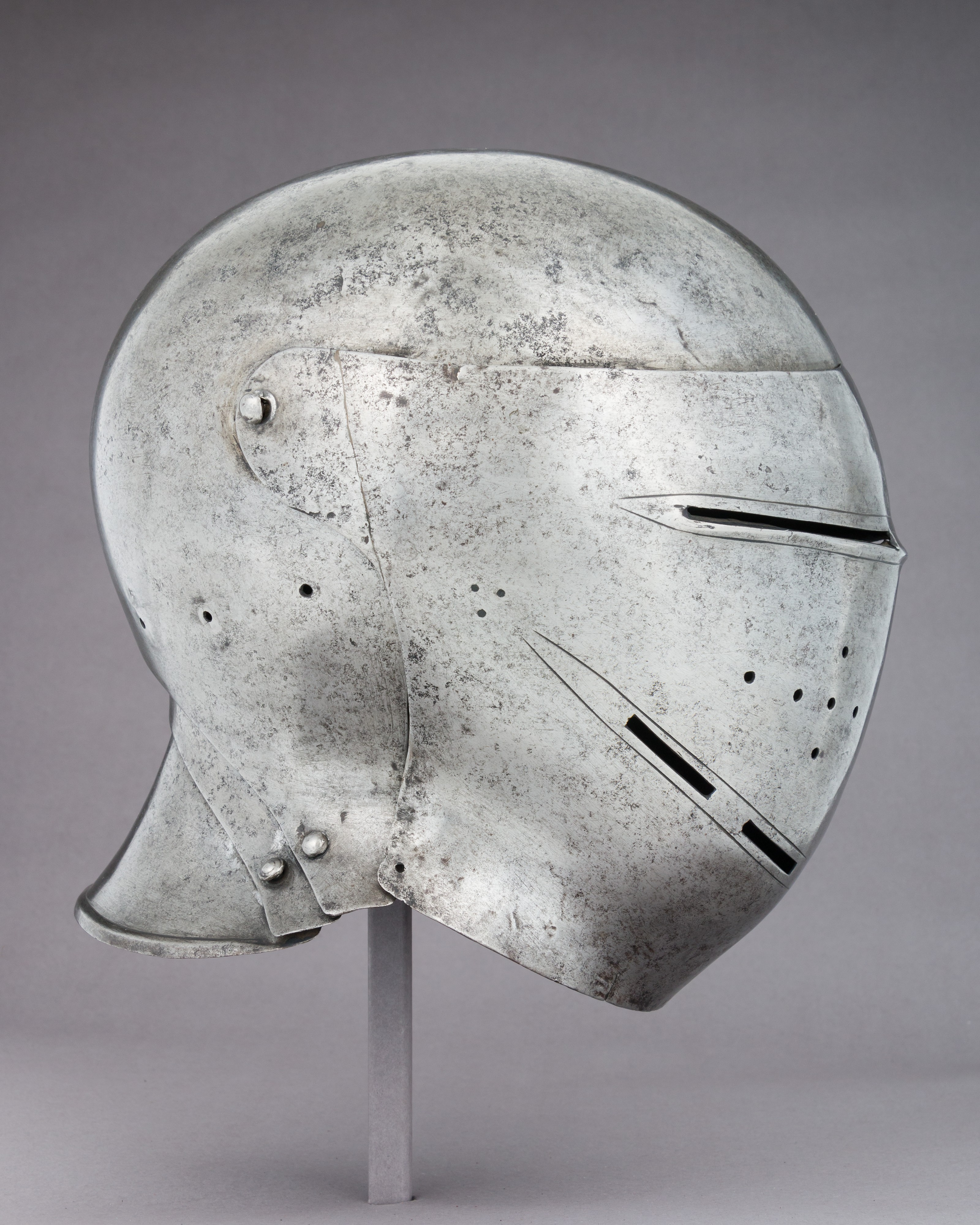
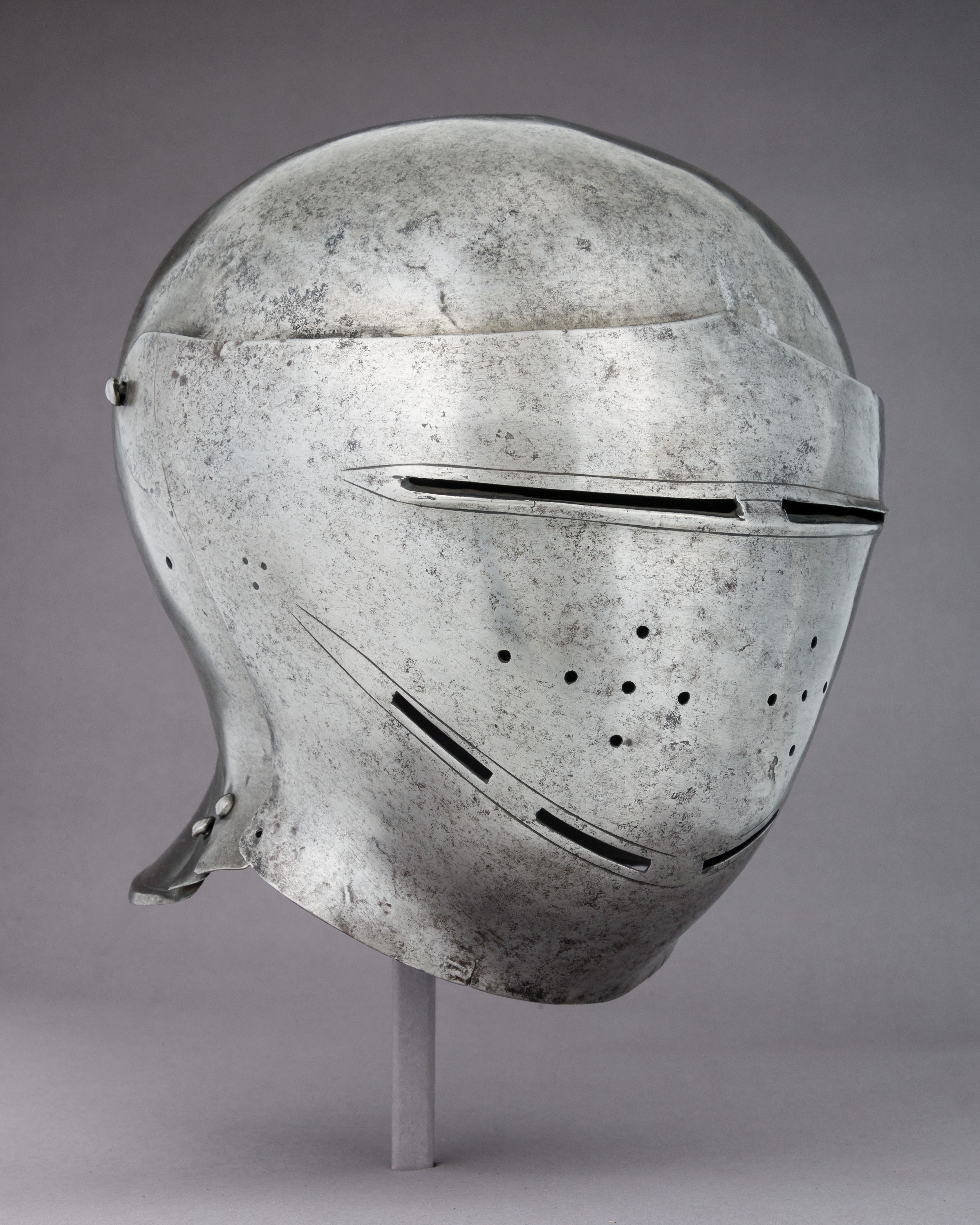
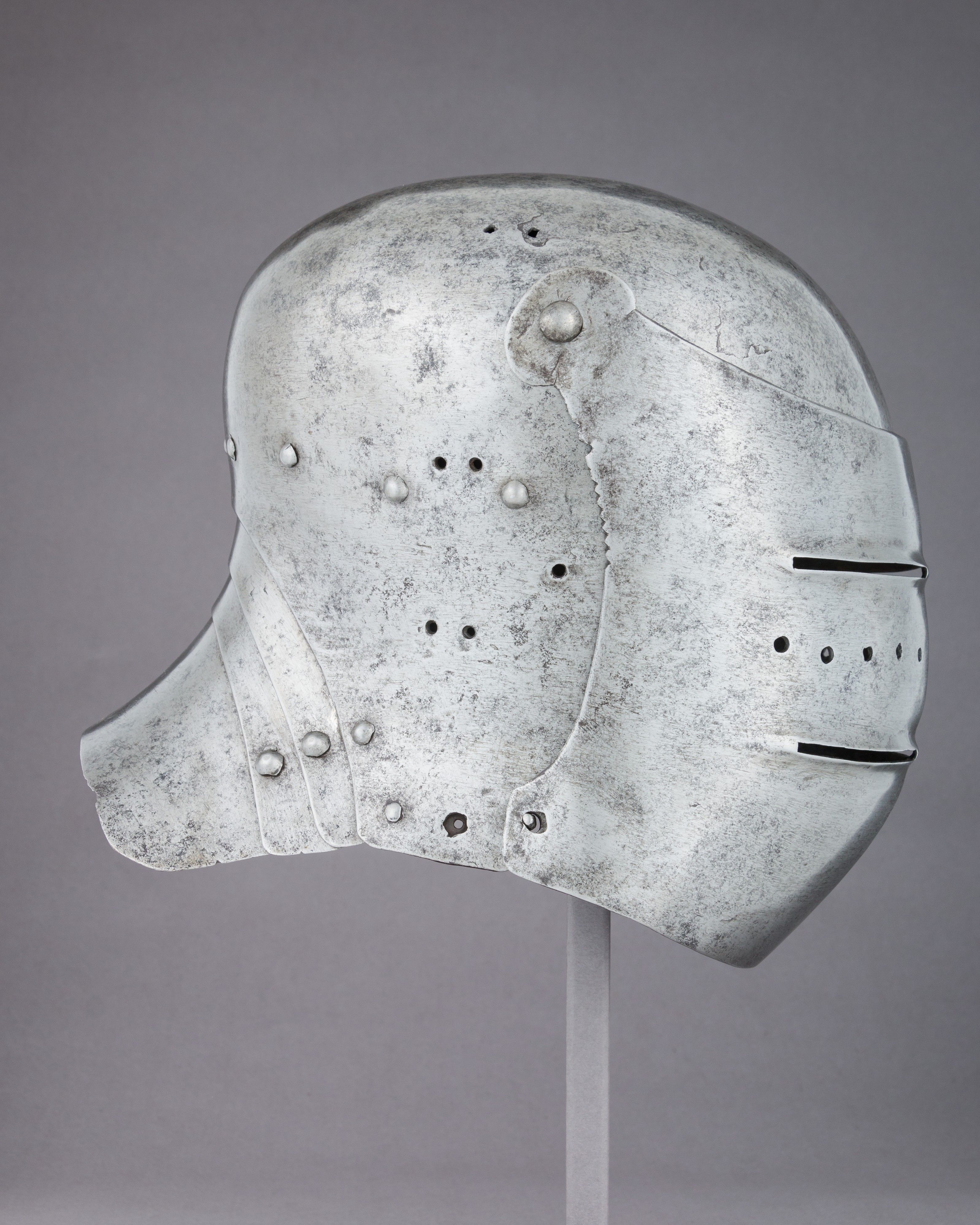
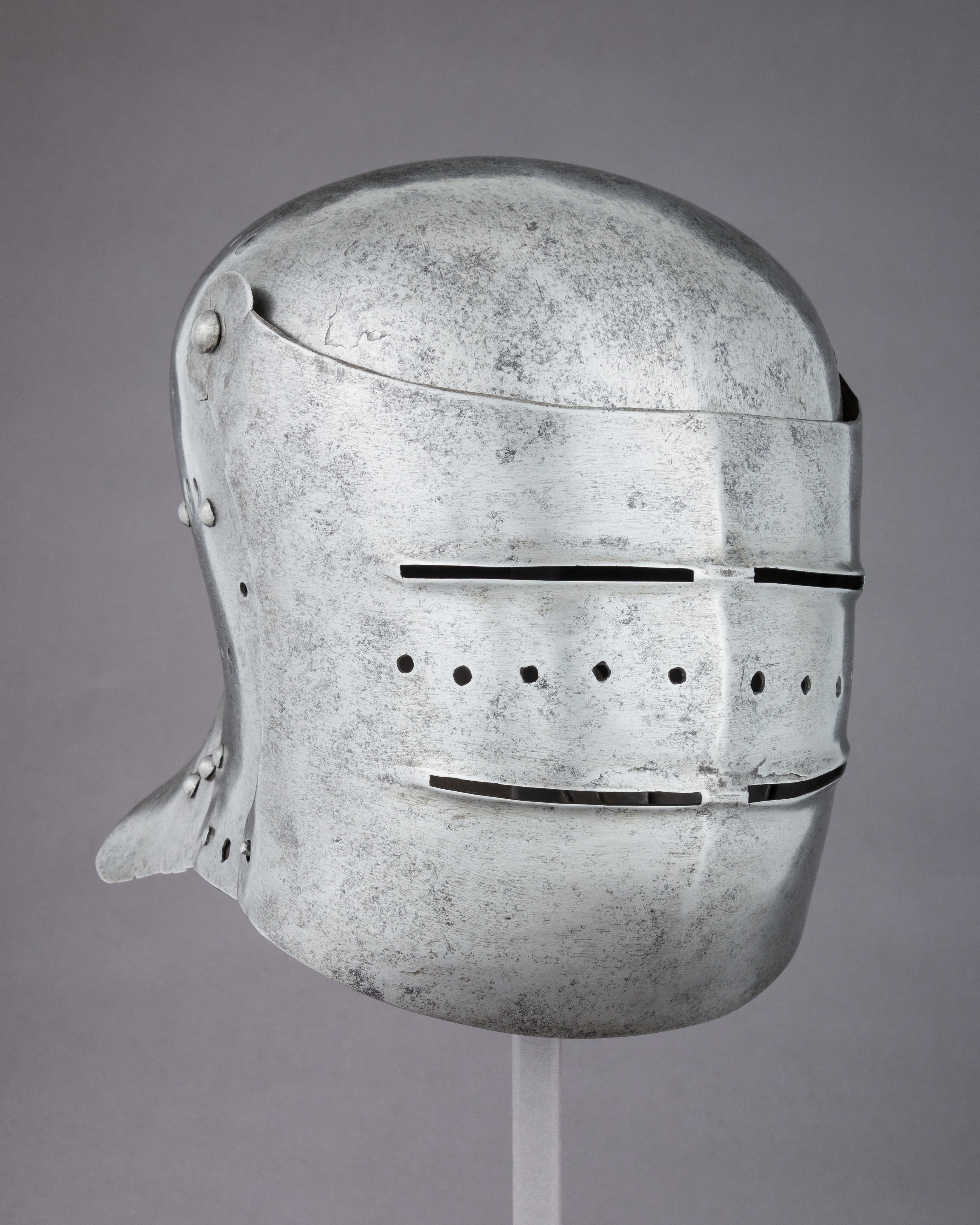
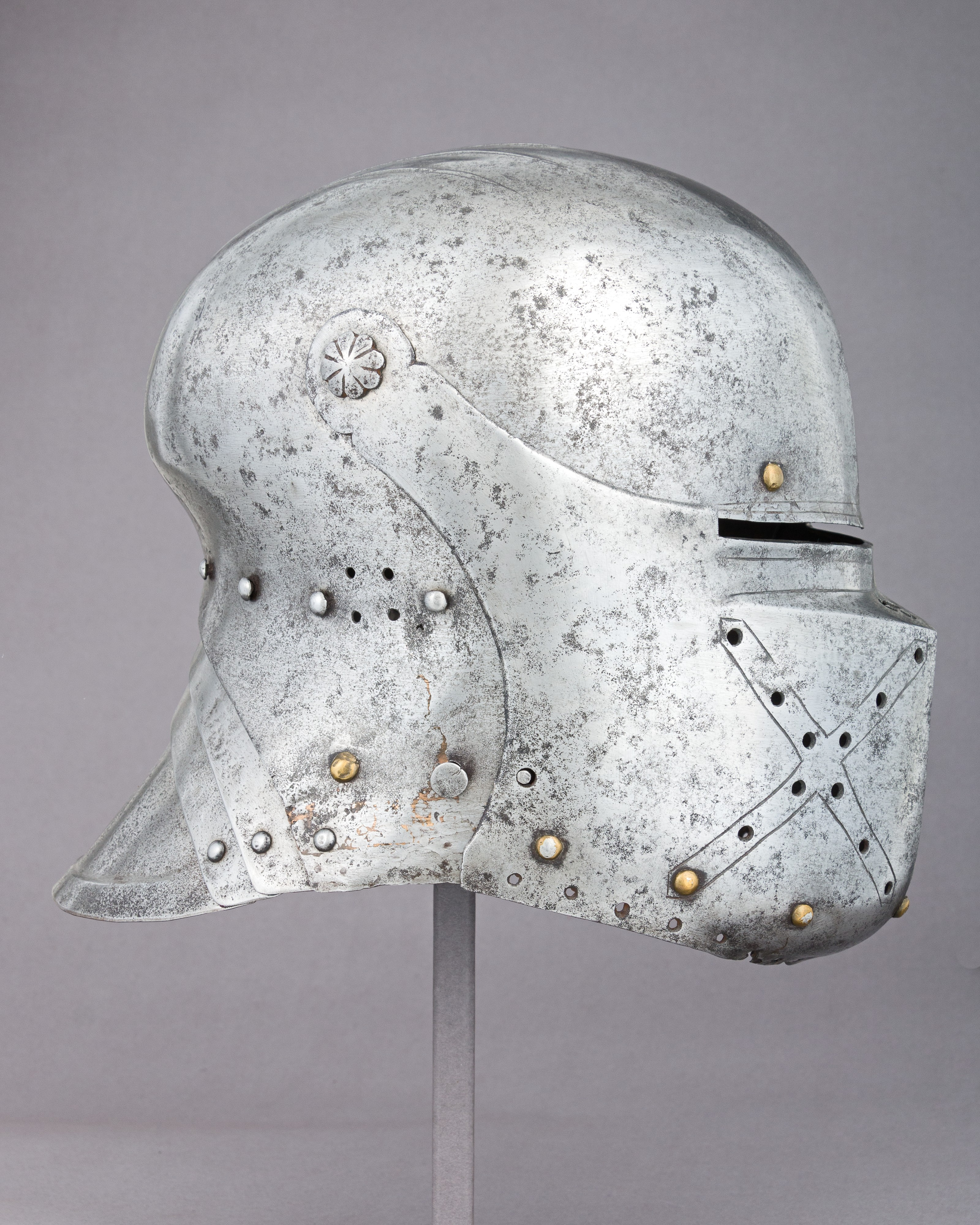
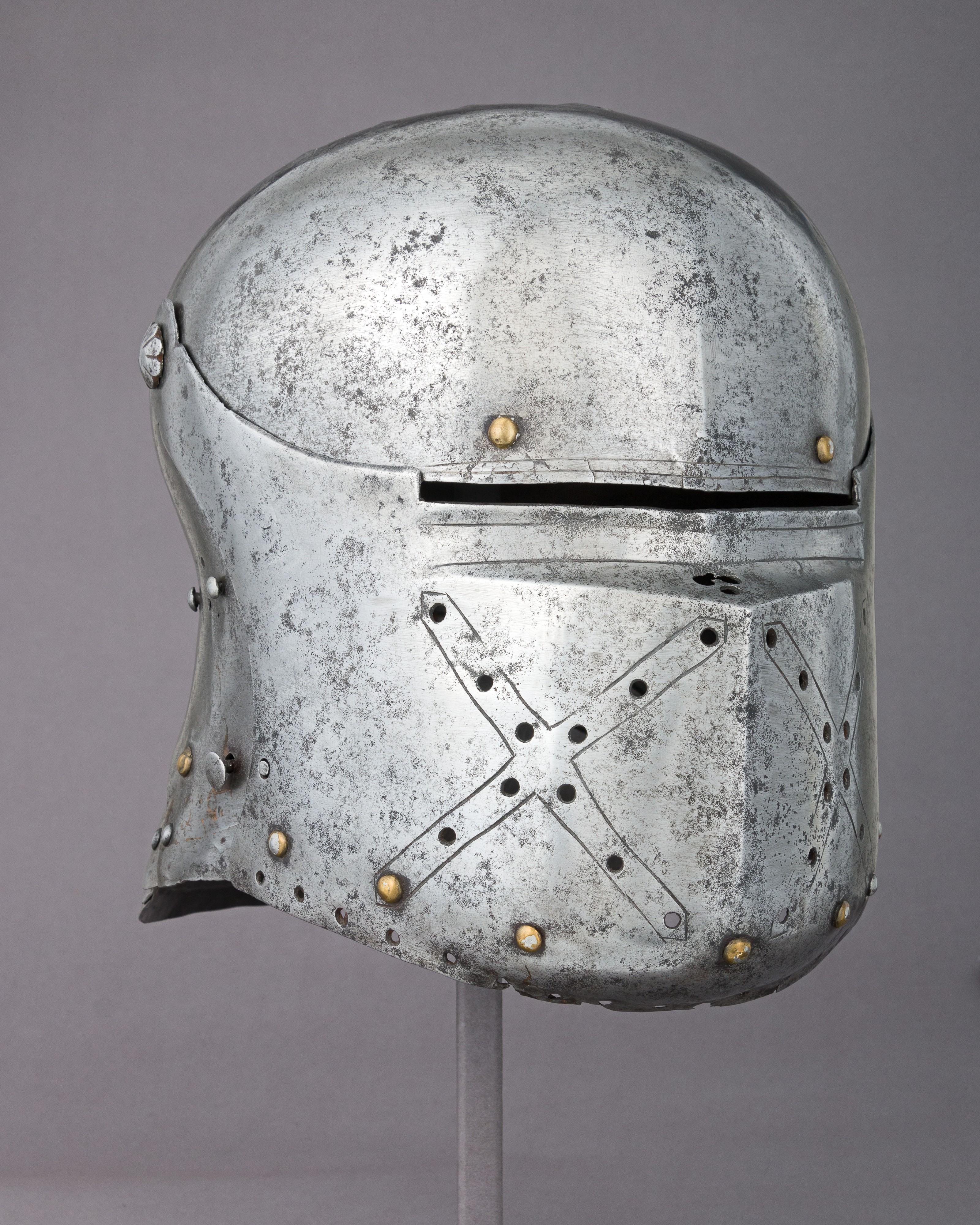
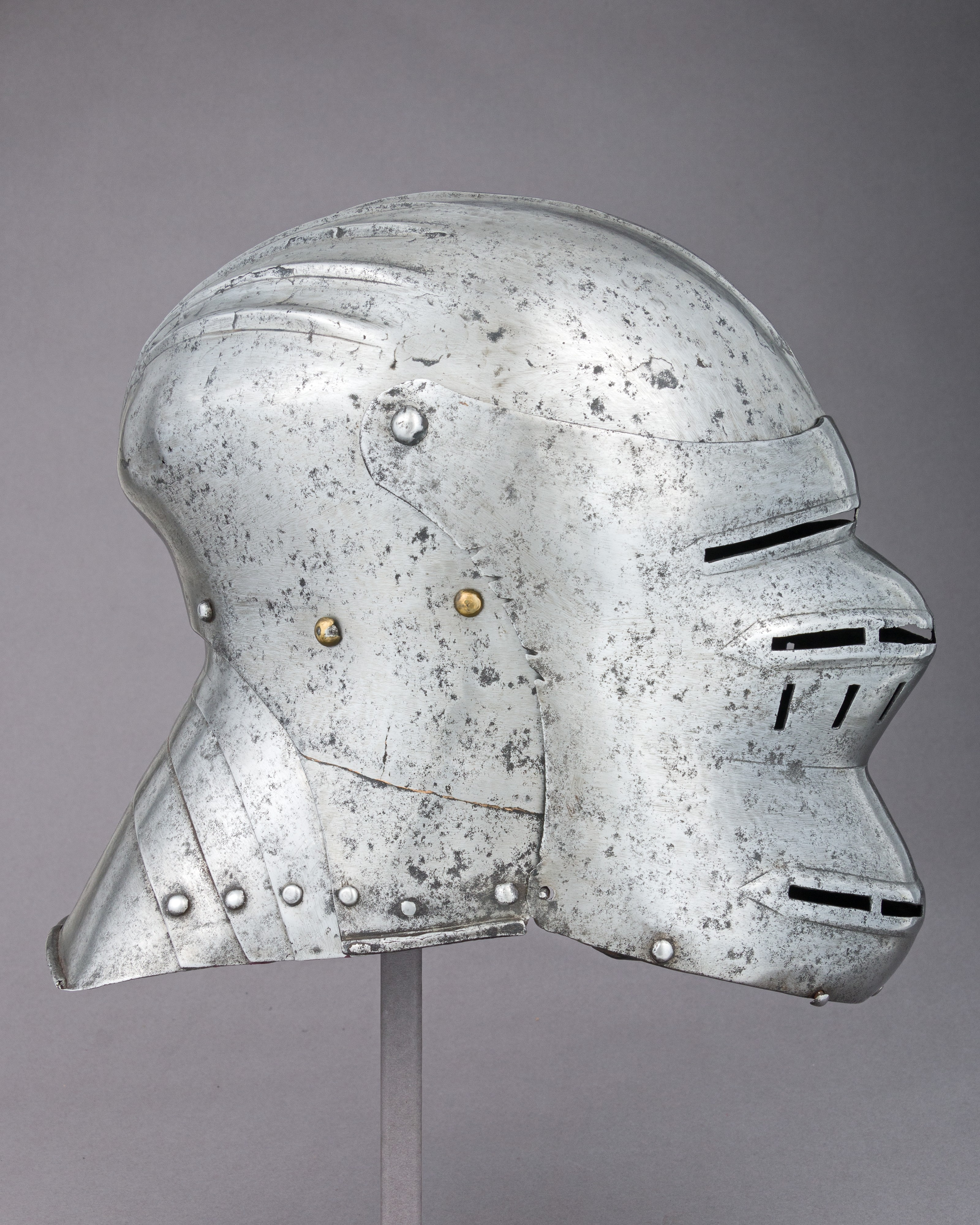
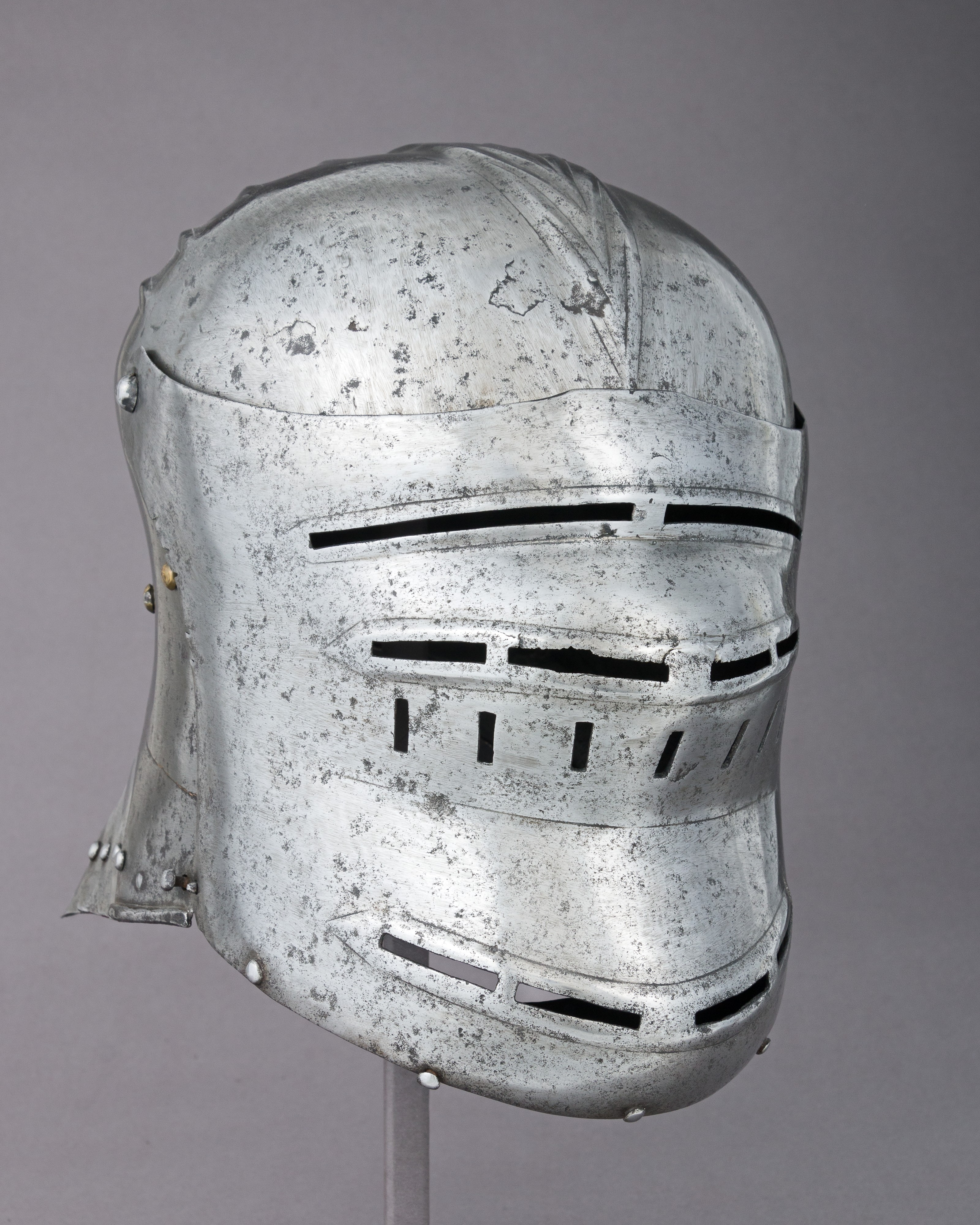